# FA Cup (Thailand) 2017
Der thailändische FA Cup 2017 (thailändisch ไทยเอฟเอคัพ) war die 22. Saison eines Ko-Fußballwettbewerbs in Thailand. Der FA Cup wurde von Chang gesponsert und ist aus  Sponsoringzwecken als Chang FA Cup (thailändisch ช้าง เอ ฟ เอ คั พ) bekannt. Das Turnier wurde vom thailändischen Fußballverband organisiert. 74 Vereine wurden in das Turnier aufgenommen. Es begann mit der  Qualifikationsrunde am 5. April 2017 und endete mit dem Finale am 25. November 2017. Der Gewinner qualifizierte sich für die Vorrunde 2 der AFC Champions League 2018 und den Thailand Champions Cup 2018, wo er gegen den Meister der Thai League 2017 antritt.
.

## Termine
| Runde               | Datum              |
| ------------------- | ------------------ |
| Qualifikationsrunde | 5. April 2017      |
| 1. Runde            | 21. Juni 2017      |
| 2. Runde            | 2. August 2017     |
| Achtelfinale        | 27. September 2017 |
| Viertelfinale       | 18. Oktober 2017   |
| Halbfinale          | 1. November 2017   |
| Finale              | 25. November 2017  |

## Resultate und Begegnungen

### Qualifikationsrunde
| Datum                      |                      | Ergebnis              |                              | Stadion (Zuschauer)                            |
| -------------------------- | -------------------- | --------------------- | ---------------------------- | ---------------------------------------------- |
| 5. April 2017 um 16:00 Uhr | Surin City FC        | 1:0                   | Sing Ubon FC                 | Sri Narong Stadium (107)                       |
| 5. April 2017 um 16:00 Uhr | Samut Prakan FC      | 4:1                   | Bangkok Christian College FC | Samut Prakarn SAT Stadium (200)                |
| 5. April 2017 um 16:00 Uhr | Muang Loei United FC | 1:0                   | Dontan PCCM                  | Wang Saphung District Stadium (283)            |
| 5. April 2017 um 18:00 Uhr | Army United          | 1:0                   | Udon Thani FC                | Royal Thai Army Stadium (483)                  |
| 5. April 2017 um 18:00 Uhr | Krabi FC             | 1:1 n. V. (2:4 i. E.) | Lampang FC                   | Krabi Provincial Stadium (509)                 |
| 5. April 2017 um 16:00 Uhr | BBCU FC              | 1:2                   | Air Force Central            | Nonthaburi Municipality Honorary Stadium (435) |
| 5. April 2017 um 18:00 Uhr | Trat FC              | 7:3                   | Nakhon Pathom United FC      | Trat Province Stadium (550)                    |
| 5. April 2017 um 18:00 Uhr | Muangkan United FC   | 0:1                   | Customs United               | Kanchanaburi Province Stadium (254)            |
| 5. April 2017 um 18:00 Uhr | Phatthalung FC       | 0:0 n. V. (4:2 i. E.) | Wangpailom Sport Club        | Phatthalung Province Stadium (289)             |
| 5. April 2017 um 18:00 Uhr | Chainat United FC    | 1:1 n. V. (5:3 i. E.) | Chachoengsao Hi-Tek FC       | Khao Plong Stadium (100)                       |

### 1. Runde
| Datum                      |                                   | Ergebnis              |                                      | Stadion (Zuschauer)                                              |
| -------------------------- | --------------------------------- | --------------------- | ------------------------------------ | ---------------------------------------------------------------- |
| 21. Juni 2017 um 15:30 Uhr | JL Chiangmai United FC            | 2:0                   | Royal Thai Army FC                   | Maejo University Stadium (2013)                                  |
| 21. Juni 2017 um 15:30 Uhr | Yala United FC                    | 0:2                   | Army United                          | Jaru Stadium (380)                                               |
| 21. Juni 2017 um 15:30 Uhr | Krung Thonburi FC                 | 1:2                   | Navy FC                              | Mahidol University Salaya Campus Stadium (362)                   |
| 21. Juni 2017 um 15:30 Uhr | Loei City FC                      | 1:1 n. V. (5:4 i. E.) | Songkhla United FC                   | Loei Rajabhat University Stadium (54)                            |
| 21. Juni 2017 um 15:30 Uhr | Surin City FC                     | 1:2                   | Lampang FC                           | Sri Narong Stadium (130)                                         |
| 21. Juni 2017 um 16:00 Uhr | Ranong United FC                  | 1:1 n. V. (1:2 i. E.) | Sisaket FC                           | Ranong Province (Stadium) (500)                                  |
| 21. Juni 2017 um 16:00 Uhr | Kohkwang Subdistrict Municipality | 1:3                   | Chanthaburi FC                       | Chanthaburi Province Stadium                                     |
| 21. Juni 2017 um 16:00 Uhr | Grakcu Looktabfah Pathum Thani FC | 2:3                   | Samut Prakan FC                      | Thupatemi Stadium (150)                                          |
| 21. Juni 2017 um 16:00 Uhr | Raj-Pracha FC                     | 3:4                   | BEC Tero Sasana FC                   | Thonburi University Stadium (105)                                |
| 21. Juni 2017 um 17:30 Uhr | Chiangrai United                  | 9:0                   | BTU United FC                        | Singha Stadium (421)                                             |
| 21. Juni 2017 um 18:00 Uhr | Trat FC                           | 2:1                   | Air Force Central                    | Trat Province Stadium (563)                                      |
| 21. Juni 2017 um 18:00 Uhr | PT Prachuap FC                    | 7:0                   | Kasetsart FC                         | Sam Ao Stadium (199)                                             |
| 21. Juni 2017 um 18:00 Uhr | Nongbua Pitchaya FC               | 1:0                   | Marines Eureka FC                    | Nong Bua Lamphu Province Stadium (1202)                          |
| 21. Juni 2017 um 18:00 Uhr | Thai Honda Ladkrabang             | 10:00                 | Muangchang United                    | 72nd Anniversary Stadium (Min Buri) (572)                        |
| 21. Juni 2017 um 18:00 Uhr | Kalasin FC                        | 1:1 n. V. (3:5 i. E.) | Suphanburi FC                        | Kalasin Town Municipality Stadium (796)                          |
| 21. Juni 2017 um 18:00 Uhr | Samut Songkhram FC                | 4:1 n. V.             | Esan D-Beach Aura Pattaya FC         | Samut Songkhram Stadium (199)                                    |
| 21. Juni 2017 um 18:00 Uhr | Customs United                    | 1:2                   | Rayong FC                            | Lad Krabang 54 Stadium (200)                                     |
| 21. Juni 2017 um 18:00 Uhr | Khon Kaen FC                      | 2:0                   | Phrae United FC                      | Khon Kaen Provincial Administrative Organization Stadium (2238)  |
| 21. Juni 2017 um 18:00 Uhr | PTT Rayong FC                     | 4:0                   | Bangkok FC                           | PTT Stadium (876)                                                |
| 21. Juni 2017 um 18:00 Uhr | Samut Sakhon FC                   | 2:0                   | Uttaradit FC                         | Samut Sakhon Province Stadium (385)                              |
| 21. Juni 2017 um 18:00 Uhr | Ayutthaya United FC               | 3:2                   | Chonburi FC                          | Ayutthaya Province Stadium (1244)                                |
| 21. Juni 2017 um 18:00 Uhr | Pluakdaeng United FC              | 1:1 n. V. (5:4 i. E.) | Ubon UMT United                      | Rayong Province Stadium (935)                                    |
| 21. Juni 2017 um 18:00 Uhr | Phitsanulok FC                    | 3:2 n. V.             | Phatthalung FC                       | Phitsanulok Provincial Administrative Organization Stadium (624) |
| 21. Juni 2017 um 19:00 Uhr | Chiangmai FC                      | 3:2                   | Super Power Samut Prakan FC          | Chiangmai Municipality Stadium (1022)                            |
| 21. Juni 2017 um 19:00 Uhr | Muangthong United                 | 3:0                   | Muang Loei United FC                 | SCG Stadium (4017)                                               |
| 21. Juni 2017 um 19:00 Uhr | Ratchaburi Mitr Phol              | 0:1                   | Buriram United                       | Mitr Phol Stadium (6364)                                         |
| 21. Juni 2017 um 19:00 Uhr | Port FC                           | 5:0                   | Royal Thai Fleet FC                  | PAT Stadium (1014)                                               |
| 21. Juni 2017 um 19:00 Uhr | Bangkok Glass                     | 6:0                   | Pibulsongkram Rajabhat University FC | Leo Stadium (522)                                                |
| 21. Juni 2017 um 19:00 Uhr | Pattaya United                    | 1:1 n. V. (4:3 i. E.) | Chainat Hornbill FC                  | Nong Prue Stadium (1256)                                         |
| 21. Juni 2017 um 19:00 Uhr | Sukhothai FC                      | 7:0                   | Chainat United FC                    | Thung Thalay Luang Stadium (2080)                                |
| 21. Juni 2017 um 19:00 Uhr | Nakhon Ratchasima FC              | 5:0                   | Nakhon Si Thammarat Unity            | 80th Birthday Stadium (1158)                                     |
| 21. Juni 2017 um 20:00 Uhr | Chiangrai City FC                 | 1:5                   | Bangkok United                       | Chiangrai Province Stadium (200)                                 |

### 2. Runde
| Datum                       |                        | Ergebnis  |                       | Stadion (Zuschauer)                    |
| --------------------------- | ---------------------- | --------- | --------------------- | -------------------------------------- |
| 2. August 2017 um 15:30 Uhr | Loei City FC           | 2:3 n. V. | Rayong FC             | Loei Rajabhat University Stadium (101) |
| 2. August 2017 um 15:30 Uhr | JL Chiangmai United FC | 2:1       | Khon Kaen FC          | Maejo University Stadium (270)         |
| 2. August 2017 um 18:00 Uhr | Buriram United         | 5:1       | Phitsanulok FC        | i-mobile Stadium (5088)                |
| 2. August 2017 um 18:00 Uhr | PT Prachuap FC         | 4:0       | Sisaket FC            | Sam Ao Stadium (530)                   |
| 2. August 2017 um 18:00 Uhr | Pluakdaeng United FC   | 0:1       | Nongbua Pitchaya FC   | Rayong Provincial Stadium (210)        |
| 2. August 2017 um 18:00 Uhr | Lampang FC             | 1:0       | Samut Prakan FC       | Lampang Province Stadium (815)         |
| 2. August 2017 um 18:00 Uhr | Samut Sakhon FC        | 0:3       | Samut Songkhram FC    | Samut Sakhon Province Stadium (1215)   |
| 2. August 2017 um 18:00 Uhr | Trat FC                | 1:4       | Army United           | Trat Province Stadium (659)            |
| 2. August 2017 um 18:00 Uhr | Chanthaburi FC         | 0:3       | Suphanburi FC         | Chanthaburi Province Stadium (1725)    |
| 2. August 2017 um 19:00 Uhr | Pattaya United         | 0:1       | PTT Rayong FC         | Nong Prue Stadium (2306)               |
| 2. August 2017 um 19:00 Uhr | Bangkok Glass          | 6:1       | Navy FC               | Leo Stadium (444)                      |
| 2. August 2017 um 19:00 Uhr | Chiangmai FC           | 1:2       | Muangthong United     | Chiangmai Municipality Stadium (3400)  |
| 2. August 2017 um 18:00 Uhr | Port FC                | 2:0       | Ayutthaya United FC   | PAT Stadium (1860)                     |
| 2. August 2017 um 19:00 Uhr | Sukhothai FC           | 0:1       | Chiangrai United      | Thung Thalay Luang Stadium (2028)      |
| 2. August 2017 um 19:00 Uhr | BEC Tero Sasana FC     | 2:1 n. V. | Thai Honda Ladkrabang | Boonyachinda Stadium (285)             |
| 2. August 2017 um 19:00 Uhr | Bangkok United         | 3:0       | Nakhon Ratchasima FC  | Thammasat Stadium (1077)               |

### Achtelfinale
| Datum                           |                        | Ergebnis              |                    | Stadion (Zuschauer)                     |
| ------------------------------- | ---------------------- | --------------------- | ------------------ | --------------------------------------- |
| 27. September 2017 um 18:00 Uhr | JL Chiangmai United FC | 2:0 n. V.             | Samut Songkhram FC | Chiangmai Municipality Stadium (487)    |
| 27. September 2017 um 18:00 Uhr | Nongbua Pitchaya FC    | 3:0                   | PT Prachuap FC     | Nong Bua Lamphu Province Stadium (1384) |
| 27. September 2017 um 19:00 Uhr | Bangkok Glass          | 0:2                   | Buriram United     | Leo Stadium (4023)                      |
| 27. September 2017 um 19:00 Uhr | Army United            | 1:1 n. V. (6:7 i. E.) | PTT Rayong FC      | Royal Thai Army Stadium (150)           |
| 27. September 2017 um 19:00 Uhr | Muangthong United      | 5:0                   | Lampang FC         | SCG Stadium (2543)                      |
| 27. September 2017 um 19:00 Uhr | Rayong FC              | 0:3                   | Suphanburi FC      | Rayong Province Stadium (850)           |
| 27. September 2017 um 19:00 Uhr | Bangkok United         | 5:1 n. V. (5:6 i. E.) | Port FC            | Thammasat Stadium (1715)                |
| 27. September 2017 um 18:00 Uhr | Chiangrai United       | 3:1 n. V.             | BEC Tero Sasana FC | Singha Stadium (1160)                   |

### Viertelfinale
| Datum                         |                        | Ergebnis  |                     | Stadion (Zuschauer)                  |
| ----------------------------- | ---------------------- | --------- | ------------------- | ------------------------------------ |
| 18. Oktober 2017 um 15:30 Uhr | JL Chiangmai United FC | 2:1       | Nongbua Pitchaya FC | Chiangmai Municipality Stadium (863) |
| 18. Oktober 2017 um 18:00 Uhr | PTT Rayong FC          | 0:1       | Muangthong United   | PTT Stadium (6074)                   |
| 18. Oktober 2017 um 18:00 Uhr | Suphanburi FC          | 0:1 n. V. | Bangkok United      | Suphanburi Provincial Stadium (1812) |
| 18. Oktober 2017 um 19:00 Uhr | Chiangrai United       | 1:0       | Buriram United      | Singha Stadium (6029)                |

### Halbfinale
| Datum                         |                        | Ergebnis              |                   | Stadion (Zuschauer)          |
| ----------------------------- | ---------------------- | --------------------- | ----------------- | ---------------------------- |
| 1. November 2017 um 19:00 Uhr | Chiangrai United       | 2:2 n. V. (4:3 i. E.) | Muangthong United | Rajamangala Stadium (6680)   |
| 1. November 2017 um 19:00 Uhr | JL Chiangmai United FC | 0:3                   | Bangkok United    | Suphachalasai Stadium (3268) |

### Finale
| Paarung          | Chiangrai United – Bangkok United |
| Ergebnis         | 4:2 (1:1) |
| Datum            | 27. Oktober 2018 |
| Stadion          | Suphachalasai-Stadion, Bangkok |
| Zuschauer        | 16.562 |
| Tore             | 0:1 Pokklaw Anan (6.) 1:1 Everton (25.) 2:1 Rafael Coelho (58.) 2:2 Jaycee Okwunwanne (74.) 3:2 Vander (81.) 4:2 Vander (90.+3', Elfmeter) |
| Chiangrai United | Chatchai Bootprom – Piyaphon Phanichakul , Pratum Chuthong, Everton, Suriya Singmui, Shinnaphat Leeaoh – Phitiwat Sukjitthammakul, Thitipan Puangchan, Vander, Sivakorn Tiatrakul (90. Thanawit Thanasasipat) – Felipe Azevedo (7. Rafael Coelho (85. Chaiyawat Buran)) Cheftrainer: Alexandre Gama ( Brasilien)                   |
| Bangkok United   | Kittipong Phuthawchueak – Putthinan Wannasri (67. Sanrawat Dechmitr), Sathaporn Daengsee, Manuel Bihr – Ekkachai Sumrei, Anthony Ampaipitakwong (83. Teeratep Winothai), Alexander Sieghart (46. Sumanya Purisai), Pokklaw Anan – Dragan Bošković , Mario Gjurovski, Jaycee Okwunwanne Cheftrainer: Alexandré Pölking ( Brasilien) |
| Gelbe Karten     | Thitipan Puangchan (49.), Piyaphon Phanichakul (63.), Vander (69.), Suriya Singmui (83.) – Anthony Ampaipitakwong (39.), Sathaporn Daengsee (45.+2'), Putthinan Wannasri (50.), Sanrawat Dechmitr (78.), Dragan Bošković (90.+3')                                                                                                  |
| Platzverweise    | Thitipan Puangchan (86.) – Sathaporn Daengsee (71.), Sanrawat Dechmitr (89.) |
|                  | keine – Ekkachai Sumrei (90.+2') |

#### Auswechselspieler
| Auswechselspieler | Auswechselspieler |
| --- | --- |
| Chiangrai United | Bangkok United |
| - Pattara Piyapatrakitti - Nont Muangngam - Krissadee Prakobkong - Watcharin Nuengprakaew - Chaiyawat Buran (85.) ▲ - Pathompol Charoenrattanapirom - Thanawit Thanasasipat (90.) ▲ - Rafael Coelho (7.) ▲ - Akarawin Sawasdee | - Warut Mekmusik - Panupong Wongsa - Mika Chunuonsee - Wittaya Madlam - Wittaya Madlam - Sumanya Purisai (46.) ▲ - Sanrawat Dechmitr (67.) ▲ - Wisarut Imura - Jakkapan Pornsai - Teeratep Winothai (83.) ▲ |

## Torschützenliste
| Platz | Spieler           | Mannschaft            | Tore |
| ----- | ----------------- | --------------------- | ---- |
| 01.   | Felipe Azevedo    | Chiangrai United      | 6    |
| 02.   | Jaycee John       | Bangkok United        | 5    |
| 02.   | Heberty           | Muangthong United     | 5    |
| 02.   | Barros Tardeli    | Trat FC               | 5    |
| 05.   | Dragan Bošković   | Bangkok United        | 4    |
| 05.   | Teeratep Winothai | Bangkok United        | 4    |
| 05.   | Michaël N’dri     | BEC Tero Sasana FC    | 4    |
| 05.   | Vander Luiz       | Chiangrai United      | 4    |
| 05.   | Josimar           | Port FC               | 4    |
| 05.   | Gabriel Mintah    | Samut Prakan FC       | 4    |
| 05.   | Suppasek Kaikaew  | Thai Honda Ladkrabang | 4    |